# Piasecki H-21
Piasecki H-21 Workhorse/Shawnee là một loại trực thăng Hoa Kỳ, do Piasecki Helicopter thiết kế chế tạo.

## Biến thể

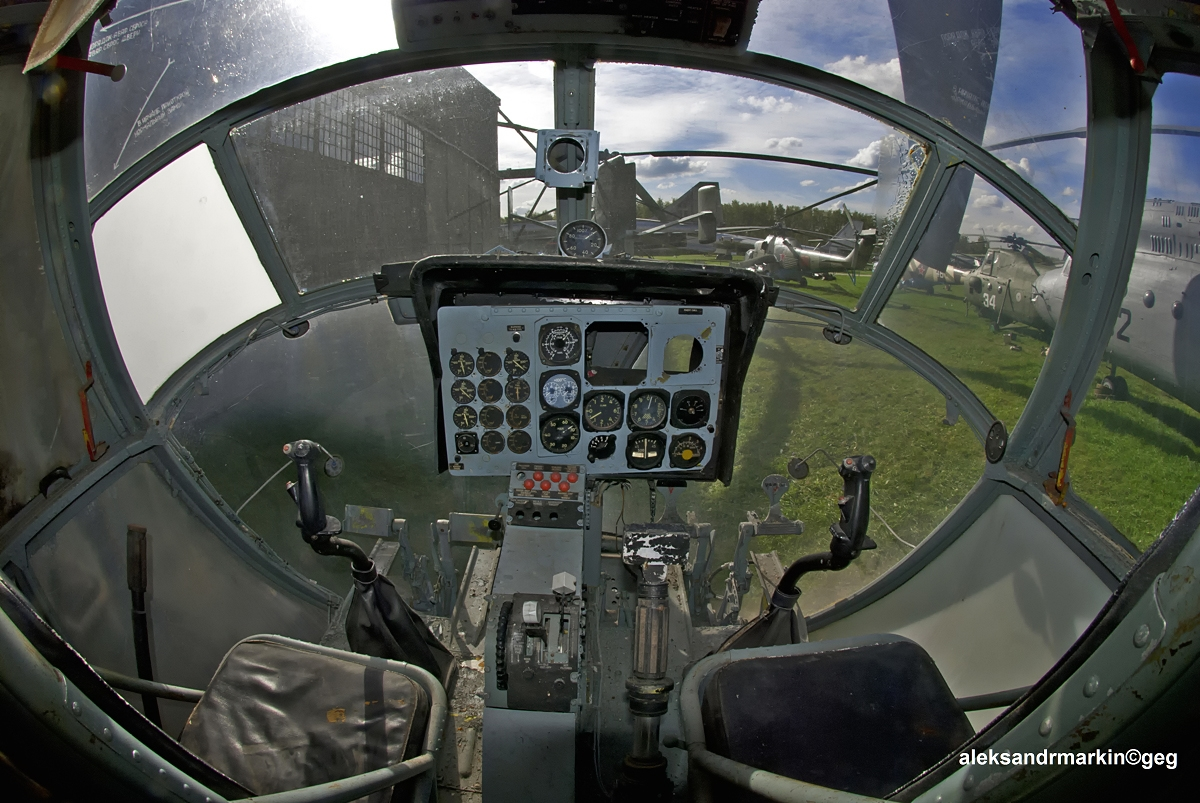
Buồng lái H-21C.

XH-21
YH-21 Work Horse
H-21A Work Horse (Model 42)
H-21B Work Horse (Model 42)
SH-21B Work Horse
H-21C Shawnee (Model 43)
XH-21D Shawnee (Model 71).
CH-21A
CH-21B
CH-21C
HH-21B
Model 42A
Model 44A
Model 44B
Model 44C
CH-127

## Quốc gia sử dụng

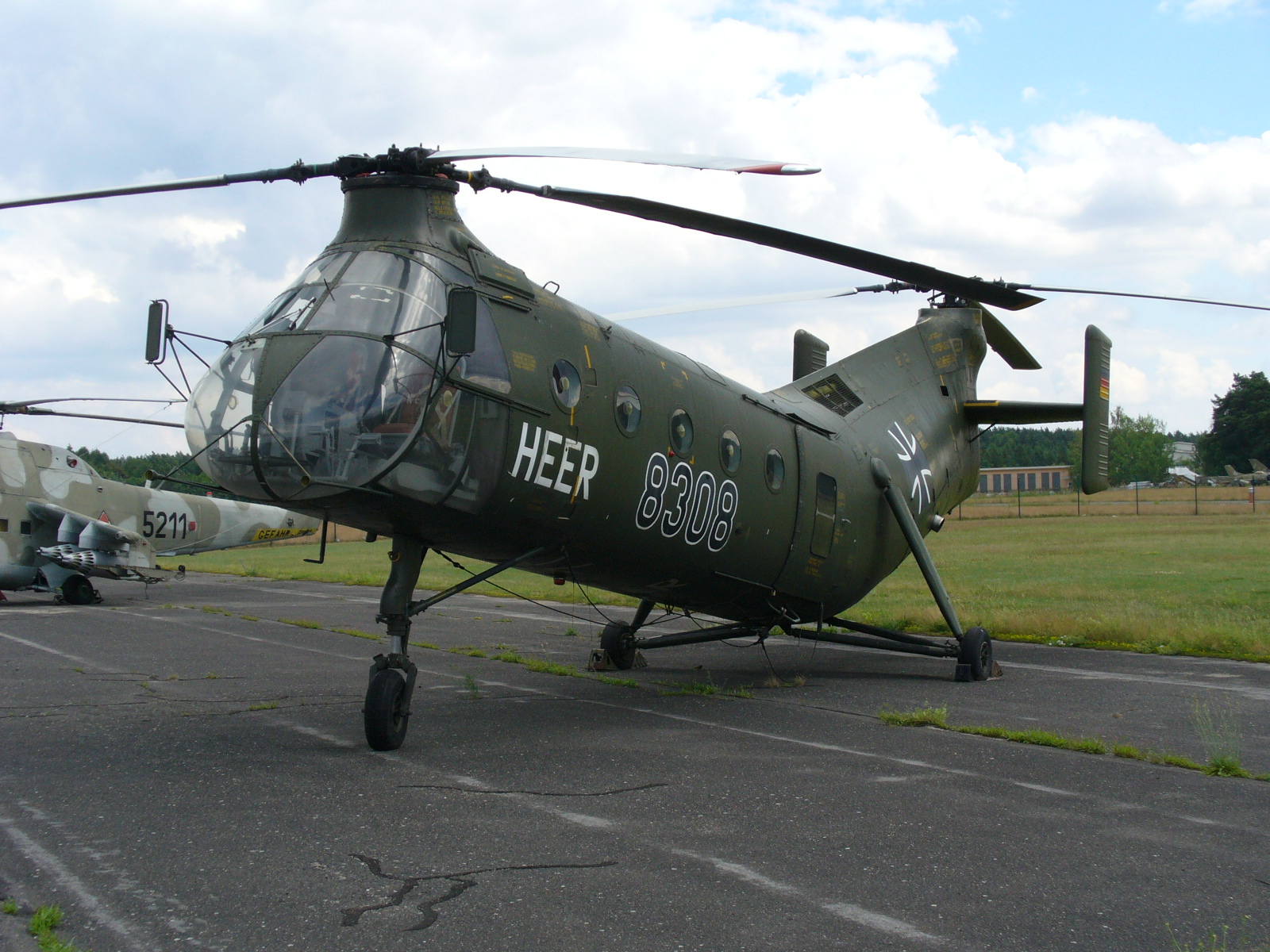
H-21C của Lục quân Đức

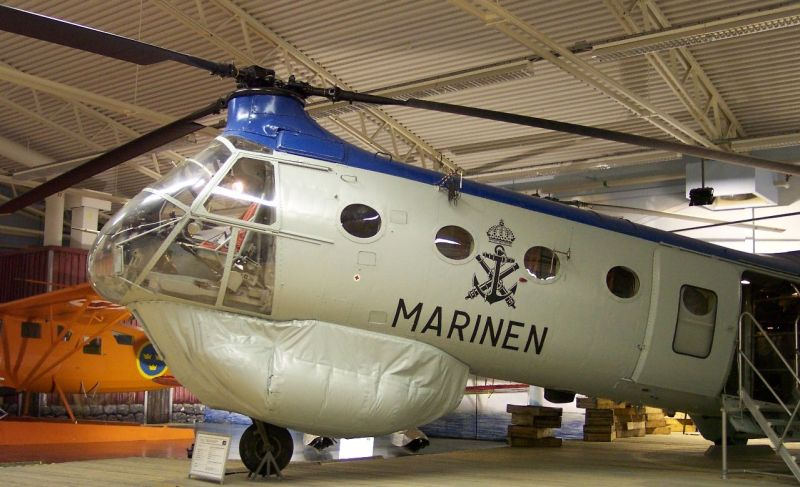
Hkp 1 của hải quân Thụy Điển

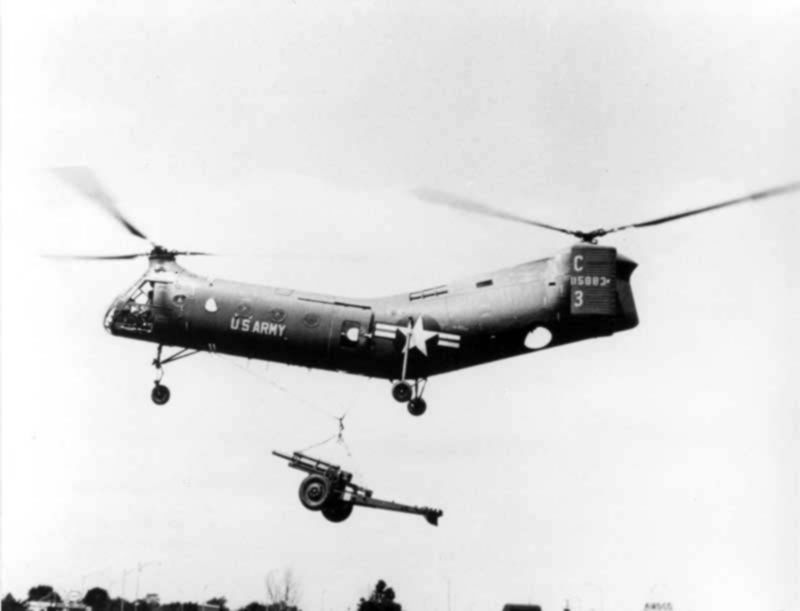
CH-21C cẩu lựu pháo 105mm

### Quân sự
Canada
- Không quân Hoàng gia Canada[1]

 Pháp
- Không quân Pháp[2]
- Lục quân Pháp[3]
- Hải quân Pháp[4]

 Đức
- Lục quân Đức[5]

 Nhật Bản
- Lực lượng phòng vệ trên không Nhật Bản[6][7]
- Lực lượng phòng vệ mặt đất Nhật Bản[8]

 Thụy Điển
- Không quân Thụy Điển[9]
- Hải quân Thụy Điển[9]

 United States
- Không quân Hoa Kỳ[10]
- Lục quân Hoa Kỳ[11]

### Dân sự
United States
- New York Airways[12][13]

## Tính năng kỹ chiến thuật (CH-21C)
Dữ liệu lấy từ U.S. Army Aircraft Since 1947 
Đặc điểm tổng quát
- Kíp lái: 3–5
- Sức chứa: 

  - 20 lính hoặc
  - 12 cáng tải thương
- Chiều dài: 52 ft 6 in (16,01 m)
- Đường kính rô-to: 44 ft 0 in (13,41 m)
- Chiều cao: 15 ft 9 in (4,80 m)
- Diện tích đĩa quay: 3.041 ft² (282,6 m²)
- Trọng lượng rỗng: 8.950 lb (4.058 kg)
- Trọng lượng có tải: 15.200 lb (6.893 kg)
- Trọng lượng cất cánh tối đa: 15.200 lb (6.609 kg)
- Động cơ: 1 × Wright R-1820-103, 1.425 hp (1.063 kW)

 Hiệu suất bay 
- Vận tốc cực đại: 127 mph (110 knot, 204 km/h)
- Vận tốc hành trình: 98 mph (85 knot, 158 km/h)
- Tầm bay: 265 mi (230 hải lý, 427 km)
- Trần bay: 9.450 ft (2.880 m)
- Tải trên đĩa quay: 5 lb/ft² (24 kg/m²)
- Công suất/trọng lượng: 0,09 hp/lb (150 W/kg)

Trang bị vũ khí

- Đa dạng, thương sử dụng 1 hoặc 2 khẩu súng máy .50 (12,7 mm) hoặc súng máy 7,62 mm.